# Кристи, Раджендра
Раджендра Абсолем Кристи (англ. Rajendra Absolem Christy, 1 июля 1938, Бангалор, Британская Индия — 22 декабря 1992) — индийский хоккеист (хоккей на траве), вратарь. Олимпийский чемпион 1964 года, бронзовый призёр летних Олимпийских игр 1968 года.

## Биография
Раджендра Кристи родился 1 июля 1938 года в индийском городе Бангалор.
Окончил военное училище в Бангалоре.
Играл в хоккей на траве за Карнатаку.
В 1962 году в составе сборной Индии завоевал серебряную медаль хоккейного турнира летних Азиатских игр в Джакарте.
В 1964 году вошёл в состав сборной Индии по хоккею на траве на Олимпийских играх в Токио и завоевал золотую медаль. В матчах не участвовал.
В 1968 году вошёл в состав сборной Индии по хоккею на траве на Олимпийских играх в Мехико и завоевал бронзовую медаль. Играл на позиции вратаря, провёл 2 матча, пропустил 3 мяча (два от сборной Новой Зеландии, один — от ФРГ).

## Увековечение
Именем Раджендры Кристи названо хоккейное поле военного училища в Бангалоре.